# Apocalipsur
Apocalipsur es una película colombiana dirigida por Javier Mejía y estrenada comercialmente en el año 2007. La película fue seleccionada en  Pavillon des cinémas du Sud, sección del Festival de Cine de Cannes y fue ganadora del premio a mejor película colombiana del año 2007 en el Festival Internacional de Cine de Cartagena.
El diseño de producción estuvo a cargo de Dunav Kuzmanich.

## Sinopsis
En 1991 Medellín es un lugar peligroso para vivir. Las reglas han cambiado y hasta los policías tienen su precio. Al Flaco (Andrés Echavarría) le toca huir hacia Londres por amenazas contra su madre. A pesar del miedo que se siente en las calles y la inseguridad en cualquier sitio, sus amigos y su novia, Malala (Marisela Gómez), le hacen una gran despedida con banda de rock a bordo. Luego de unos meses, el Flaco regresa y en la ciudad las cosas no parecen haber cambiado: la guerra continúa y las bombas estallan. Malala ahora es novia de Caliche (Pedro Ochoa). Junto a sus amigos Pipe (Camilo Díaz), un inválido adicto a los psicoactivos, y la Comadreja (Ramón Marulanda), un perdedor inescrupuloso, van por el Flaco al aeropuerto en Bola de Nieve, camioneta en la que han recorrido juntos muchos kilómetros y se ha convertido en el refugio de todos. Es el momento de huir de la ciudad y meter el acelerador a fondo o simplemente adentrarse en un viaje alucinado por sus vidas. La carretera tratará de espantar ese luctuoso placer de ser de Medellín, para volver a vivir, junto al Flaco, el Apocalipsur.

## Reparto
- Andrés Echavarría como El Flaco
- Pedro Ochoa como Caliche
- Marisela Gómez como Malala
- Ramón Marulanda como Comadreja
- Hernando Casanova como El Papito